# Озоер ан Турен
Озоер ан Турен (фр. Auzouer-en-Touraine) насеље је и општина у централној Француској у региону Центар (регион), у департману Ендр и Лоара која припада префектури Тур.
По подацима из 2011. године у општини је живело 2108 становника, а густина насељености је износила 61,91 становника/km². Општина се простире на површини од 34,05 km². Налази се на средњој надморској висини од метара (максималној 138 m, а минималној 72 m).

## Демографија
| 1962. | 1968. | 1975. | 1982. | 1990. | 1999. | 2011. |
| ----- | ----- | ----- | ----- | ----- | ----- | ----- |
| 713   | 646   | 689   | 983   | 1.242 | 1.309 | 2.108 |

График промене броја становника у току последњих година